# Cyril Callister
Cyril Percy Callister est un chimiste spécialiste en technologie alimentaire australien né le 16 février 1893 à Chute (Victoria) près de Ballarat et mort le 5 octobre 1949 à Box Hill. Il est notamment connu pour avoir élaboré la pâte à tartiner Vegemite, et pour ses contributions à la fabrication de fromage fondu.

## Biographie

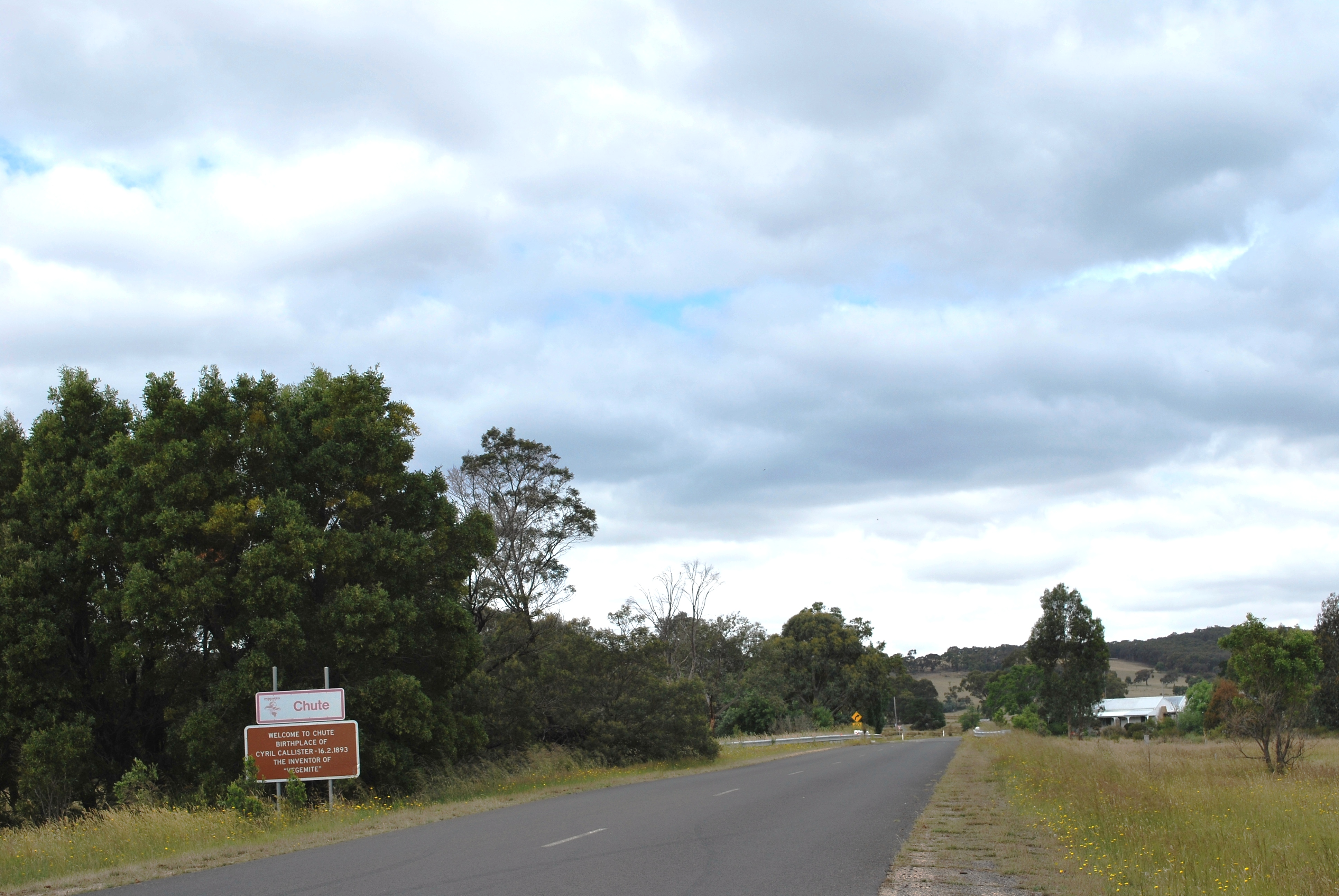
Panneau marquant le lieu de naissance de Cyril Callister.

Cyril Percy Callister est né le 16 février 1893, à Chute (Victoria) près de Ballarat. Deuxième fils d'une famille de sept enfants, il fréquente l'École des Mines et des Industries de Ballarat et le Grenville College (Ballarat). et obtient ensuite une bourse d'études à l'université de Melbourne. Il obtient une licence en sciences en 1914 et une maîtrise en sciences en 1917.
Au début de 1915, Callister est employé par le fabricant de produits alimentaires Lewis & Whitty, mais plus tard dans l'année, il s'engage dans la First Australian Imperial Force. Après 53 jours, il est retiré du service actif sur ordre du ministre de la défense et affecté à la Munitions Branch, pour fabriquer des explosifs en Grande-Bretagne grâce à ses connaissances en chimie. Il travaille sur les munitions en Angleterre, au Pays de Galles, puis en Écosse, à la HM Factory Gretna où il travaille comme chimiste de quart. Pendant son séjour à Gretna, il est élu associé du Royal Institute of Chemistry en 1918.
Après la fin de la Première Guerre mondiale, il retourne en Australie où il reprend son travail chez Lewis & Whitty en 1919.

## L'invention de la Vegemite
Au début des années 1920, Callister est employé par l'entreprise Fred Walker et chargé de développer un extrait de levure, car les importations de Marmite en provenance du Royaume-Uni étaient interrompues au lendemain de la Première Guerre mondiale. Il fait des expériences avec de la levure de bière usagée et développe  ce qui est appelé Vegemite, vendu pour la première fois par Fred Walker & Co en 1923.
En travaillant à partir des détails d'un brevet de James L. Kraft (en), Callister réussit à produire du fromage fondu. La Walker Company négocie un accord pour obtenir les droits de fabrication du produit et crée en 1926 la Kraft Walker Cheese Co. Callister est nommé scientifique en chef et surintendant de la production de la nouvelle société. 

## Vie ultérieure
Callister soutient un doctorat à l'université de Melbourne en 1931. Sa présentation est largement fondée sur son travail pour développer la Vegemite.
Il est un membre éminent du Royal Australian Chemical Institute, qu'il aide à obtenir une charte royale en 1931.
Callister meurt à son domicile de Wellington Street, Kew  en 1949. Sa succession est évaluée pour homologation à 45 917 £.
Callister est le grand-oncle de Kent Callister, un snowboarder professionnel qui a participé aux Jeux olympiques d'hiver pour l'Australie.

## Postérité
Une biographie de Callister est écrite par son petit-fils : (en) Jamie Callister, The Man Who Invented Vegemite : The True Story Behind an Australian Icon, Murdoch Books, 2012, 224 p. (ISBN 978-1742668567),.